# Power Mac G5
El Power Mac G5 fue la quinta generación de ordenadores Power Mac de Apple Computer lanzado en junio de 2003 con modelos de 1,6 GHz, 1.8 GHz (Dual) y 2.0 GHz (Dual).
En el modelo 7,2 (2003-2004) cada configuración contaba con: Un procesador PowerPC 970, comercialmente denominado PowerPC G5 a 1.6 GHz y opción a dos  a 1.8 o 2.0 GHz. Con hasta 4 gigabytes de memoria RAM PC-2700 para el de 1.6GHz u 8 gigabytes de memoria RAM PC-3200 para los modelos de doble procesador.
En el modelo 7,3 (junio de 2004) cada configuración contaba con: Dos procesadores G5 a 1.8, 2.0 o 2.5 GHz. Con hasta 4 gigabytes de memoria RAM PC-3200 para el de 1.8 GHz u 8 gigabytes de memoria RAM PC-3200 para los modelos superiores. En otoño de 2004 se presentó un modelo (9,1) de un solo procesador a 1,8 GHz.
En el modelo 7,2 (2.0 GHz) - 7,3 (Superiores) (abril de 2005) cada configuración contaba con: Dos procesador G5 a 2.0, 2.3 o 2,7 GHz. Con hasta 4 gigabytes de memoria RAM PC-3200 para el de 2.0 GHz u 8 gigabytes de memoria RAM PC-3200 para los modelos superiores.
En el modelo 11,2 (octubre de 2005) cada configuración contaba con: Un procesador G5 de doble núcleo a 2.0 o 2.3 GHz, dos procesadores G5 de doble núcleo de 2.5 GHz. Con hasta 16 gigabytes de memoria RAM PC-4200.
Cada procesador tenía dos vías de 32 bits unidireccionales con lo que el ordenador tiene una tecnología de 64 bits y una velocidad de transmisión de datos de 20 GBs por segundo. Así el G5 puede soportar hasta 216 instrucciones al mismo tiempo, obteniendo, según Apple, un rendimiento mucho mejor que cualquier PC compatible con Windows de las mismas características. Aunque la compañía Apple afirmaba en el lanzamiento de este producto que se trataba del ordenador personal más rápido del mundo, este aspecto ha sido criticado por otras fuentes.
Una configuración más compacta del mismo ordenador fue lanzada bajo el nombre de Xserve G5 para el mercado de los servidores de cálculo.
El PowerMac dejó de fabricarse en agosto de 2006, con la introducción de la estación de trabajo Mac Pro, con dos procesadores Intel Xeon Dual Core y Quad Core.